# Oggenhausen
Oggenhausen ist seit dem 1. Januar 1971 ein Stadtteil von Heidenheim an der Brenz.

## Lage
Oggenhausen liegt auf dem Südlichen Härtsfeld, einer Hochfläche der östlichen Schwäbischen Alb.

## Geschichte
Wenige Fundstücke sind aus der Steinzeit bekannt. Es existieren zwei Grabhügel aus der Hallstattzeit.
Süd-westlich an Oggenhausen vorbei verläuft eine noch heute teilweise erkennbare Straße von Heidenheim nach Faimingen aus der römischen Zeit (Ende des 1. bis Mitte des 3. Jhd. n. Chr.) Des Weiteren gibt es noch  überwachsene Mauerreste, die von einem römischen Gutshof oder von Wallanlagen stammen könnten, die sich im Wald „Eierhäule“ befinden.
Es wird angenommen, dass sich Oggenhausen bereits 1102 im Besitz der staufischen Stiftungsgüter für das Kloster Lorch befand. Bedeutender Grundbesitzer war Mitte des 14. Jahrhunderts der Deutsche Orden bzw. die Deutschordenskommende in Giengen und Mitte des 15. Jahrhunderts das Niederadelsgeschlecht der Fetzer. Diese teilten 1587 ihre Herrschaft und damit das Dorf Oggenhausen in die Güter des sogenannten „Oberen Schlosses“ und des „Unteren Schlosses“ auf. Der Gasthof „Zum König“ dürfte, wenn eventuell auch in anderer baulicher Form, bereits damals als ein Teil des „Oberen Schlosses“ bestanden haben. „Unteres Schloss“ kam 1612 und „Oberes Schloss“ 1662 zum Herzogtum Württemberg.
Die noch heute bestehende Brauerei wurde 1686 eingerichtet. 1810 kam das Dorf zum Oberamt Heidenheim. Am 22. Mai 1829 wurden die beiden Schlossgüter vom Staat an die Gemeinde veräußert. Der nun zur Verfügung stehende Grund konnte von den Einwohnern günstig erworben werden, sodass diese Landwirtschaft betreiben konnten. Des Weiteren wurde Oggenhausen 1829 Bezirksgemeinde und 1834 Pfarrei. Das Wappen (drei schwarze Schrägbalken in Silber) erhielt der Ort 1930. 1970 stimmten 95 % der Oggenhausener Bürger für den Anschluss an Heidenheim, der am 1. Januar 1971 in Kraft trat.

## Sehenswürdigkeiten

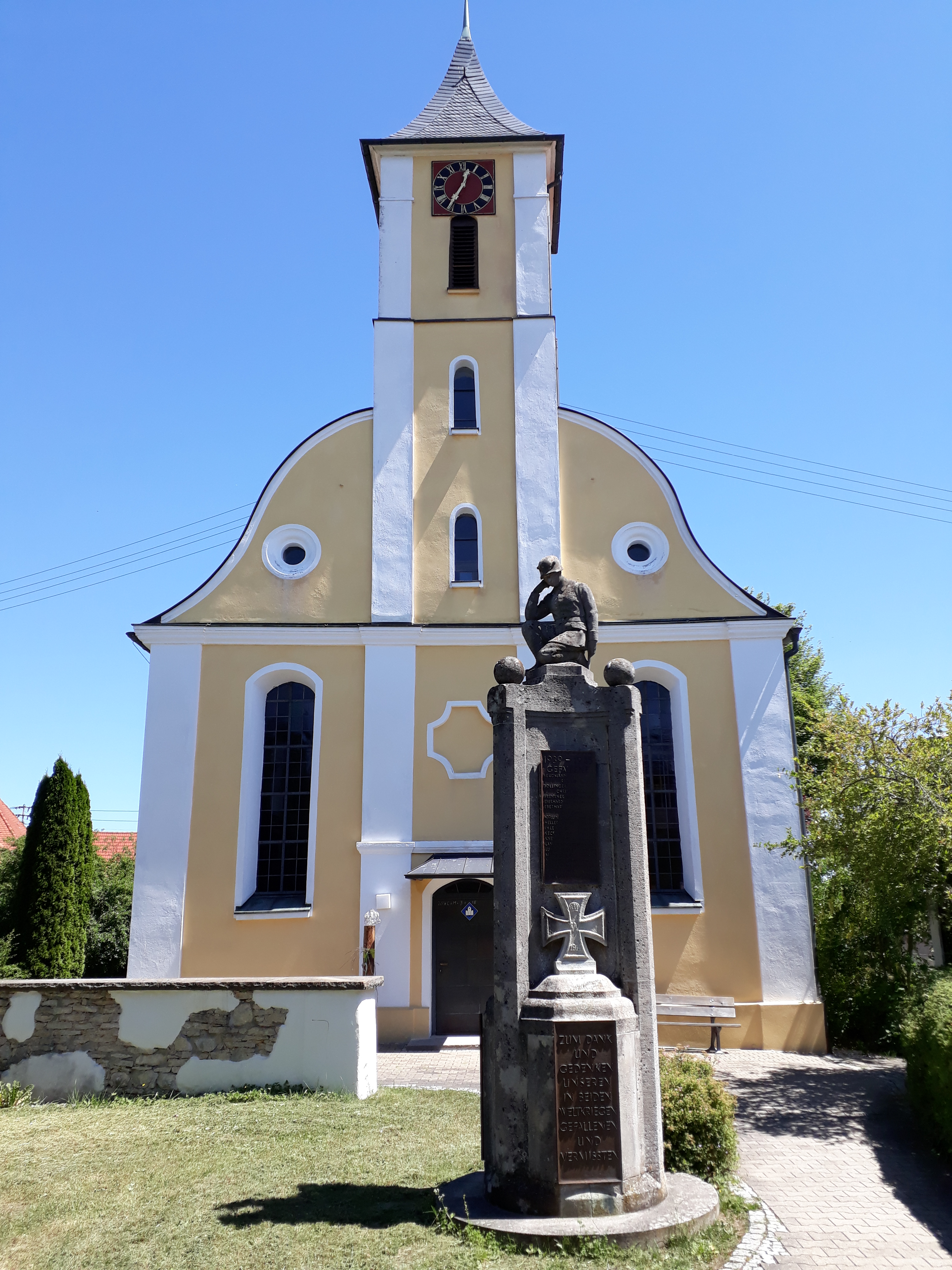
Kirche Oggenhausen mit Kriegerdenkmal

### Geschichte der evangelischen Kirche Oggenhausen
1732 errichtete der Werkmeister Johann Leonhard Hory an der Stelle einer Wendelinskapelle die evangelische Kirche.
1816 Die Kirche bekommt eine Orgel von König Friedrich von Württemberg.
1840 Erste Renovierung der Kirche.
1862 Einbau einer neuen Orgel.
1922 Zweite Instandsetzung der Kirche.
1969 Bau des Pfarrhauses.
1988 Einweihung des Gemeindehauses.
2005 Dritte Instandsetzung.